# Plaza de los Venerables
La plaza de los Venerables es un espacio público de la ciudad española de Sevilla.

## Descripción
La plaza tiene entrada por las calles Justino de Neve, Jamerdana y Gloria. Debe el título al hospital de los Venerables Sacerdotes. Aparece descrita en la Noticia histórica del origen de los nombres de las calles de esta ciudad de Sevilla (1839) de Félix González de León con las siguientes palabras:

Plaza de los Venerables. Es una plazoleta pequeña situada en el cuartel B. y en la parroquia de santa cruz ayuda de la del Sagrario y en el término que era de la antigua judería. Se nombra asi por estar en ella la puerta de la casa hospital de los Venerables de cuya hospitalidad se hablará en la calle de la Jamardana. Nada hay en ella de particular sino una pequeña pintura de de Ntra. señora sentada con el niño Jesus en los brazos, que de muy antiguo se venera en un retablo colocado en la pared.
(González de León, 1839, p. 138)